# Шведагон
Шведагон (на бирмански: ရွှေတိဂုံဘုရား), наричана също златната пагода, е будистка пагода или ступа в най-големия град на Мианмар – Янгон.
С общата си височина от 98 метра това е най-забележителната постройка в града и един от символите на страната. Според легендата, пагодата е построена преди 2500 години, но е по-вероятно това да се е случило някъде около 6 век след Христа. Била е повреждана многократно от земетресения, най-тежкото от които през 1768 г. Тогава целият връх на пагодата се срутва.
Според най-достоверната история, двама братя търговци – Тапхуса и Бхалика – получават от самия Гаутама Буда осем косъма от косата му, които трябвало да бъдат вградени в светилище в Бирма. Когато достигнали Бирма, местният цар Окалапа им дал благословията си да създадат храм на хълма Сингутара, където имало реликви от четирима други Буда преди Гаутама. Светилището започва бавно да запада до 14 век, когато цар Биня У го пристроява, и височината му достига 18 метра. В последвалите векове, с множество пристройки височината му достига 98 метра през 18 век. На върха на конструкцията има „чадър“, на който са закачени 1065 златни и 420 сребърни звънеца, а над него има сфера от чисто злато, инкрустирана с хиляди диаманти и един смарагд от 76 карата. Основата на сградата е изградена от тухли, покрити със злато.
Понастоящем Шведагон е място на активни молитви и духовни упражнения на монаси и йоги.